# テトラフェニルシクロペンタジエノン
テトラフェニルシクロペンタジエノン (tetraphenylcyclopentadienone) は、常温常圧で暗紫から黒色の結晶性固体である。共役が伸張しているため、UVスペクトルで長波長側に吸収を持つ。
ディールス・アルダー反応の実習用に、ベンザインをジエノファイルとして、1,2,3,4-テトラフェニルナフタレンの合成に使われる。

## 合成
ベンジルとジベンジルケトン（1,3-ジフェニル-2-プロパノン）のアルドール縮合によって合成される。